# Rochers du vieil Harry
 (mars 2025).

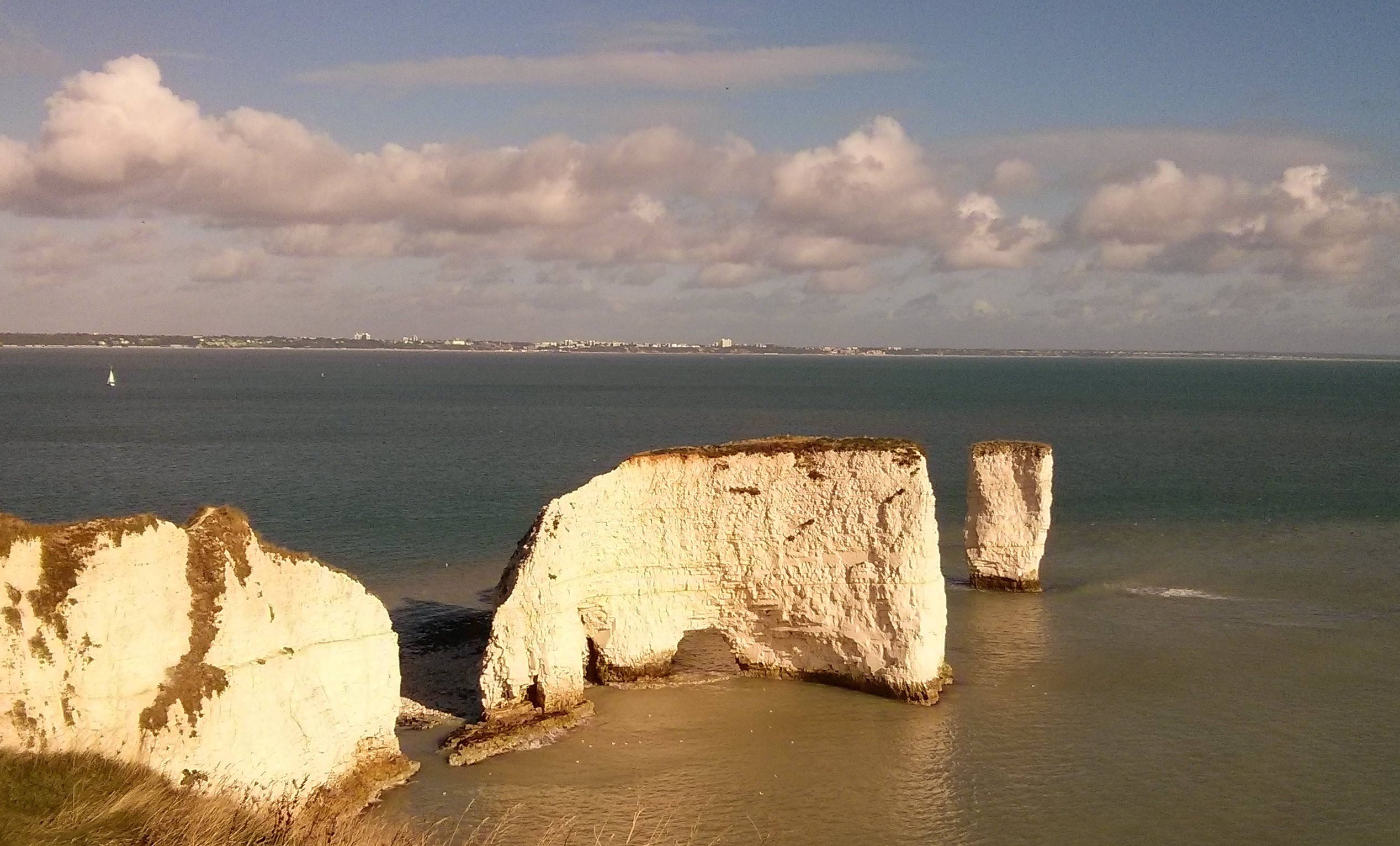
Les rochers vus depuis le Sud des falaises

Les Rochers du vieil Harry sont des formations calcaires situées au Royaume-Uni, dans le comté du Dorset, à Studland. Ces falaises de craie forment des arches naturelles et des colonnes avoisinant les 35 m.
Ces particularités font que les Rochers du vieil Harry sont souvent considérées comme la version britannique des falaises d'Étretat.

## Localisation
| \| Localisation sur la carte d'Angleterre · Rochers \| Localisation sur la carte d'Angleterre Rochers. |
| Localisation sur la carte d'Angleterre · Rochers                                                       |

Les Rochers du vieil Harry se trouvent à proximité du sentier littoral et peuvent être admirés directement depuis le tracé. Par la mer, 9 km séparent les rochers des agglomérations de Bournemouth et Poole. Par les terres, les rochers sont distants de 4 km de la ville de Swanage située plus au Sud.

## Légende
Le nom de ces rochers découlerait de la présence d'un pirate, nommé Harry Paye, qui avait l'habitude de jeter l'ancre dans le port de la ville de Poole.

## Les Pinacles
À proximité directe des rochers (200 m) se trouvent 2 autres formations rocheuses, surnommées les "Pinacles".

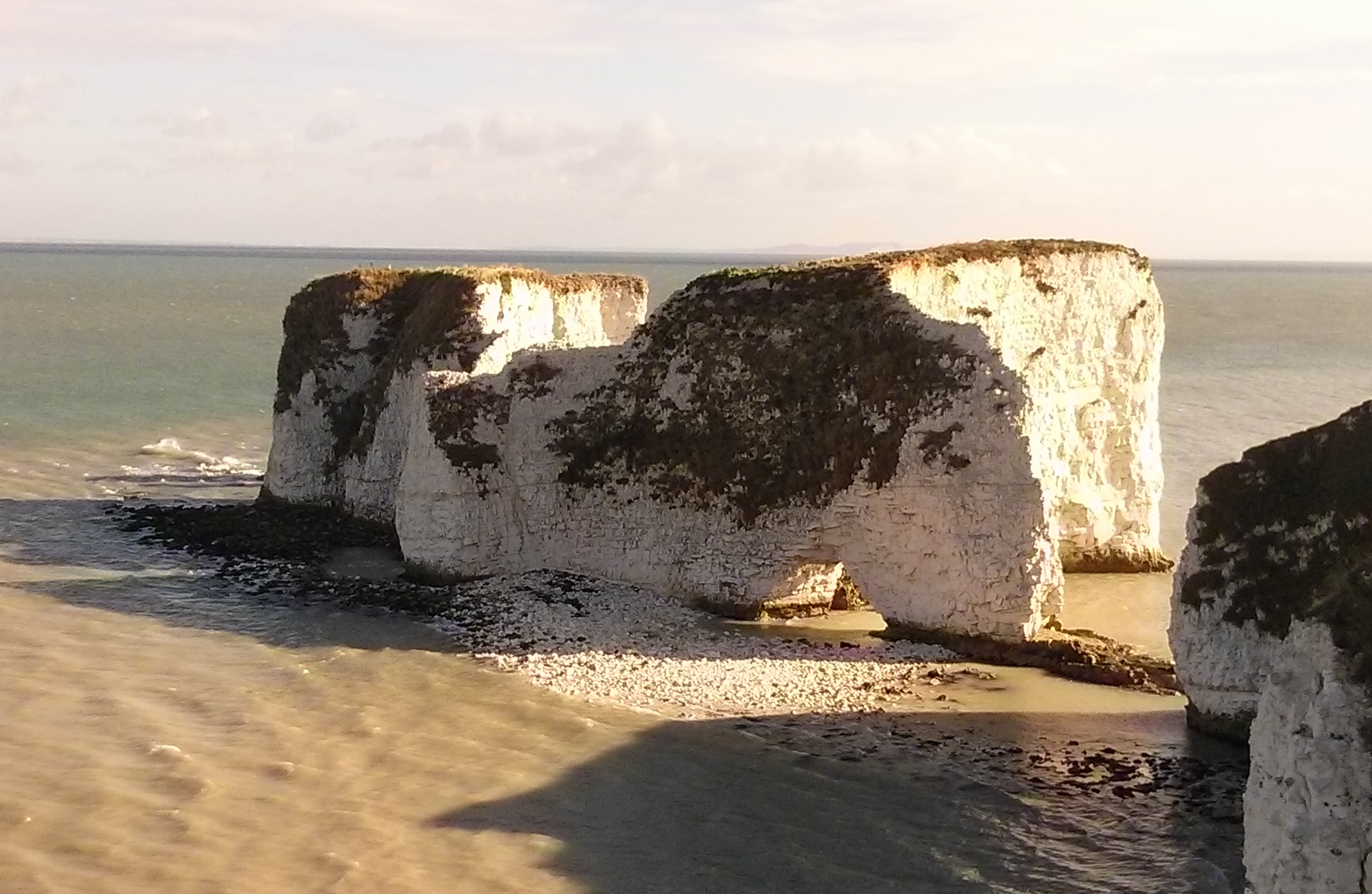
Vue des rochers depuis le côté est
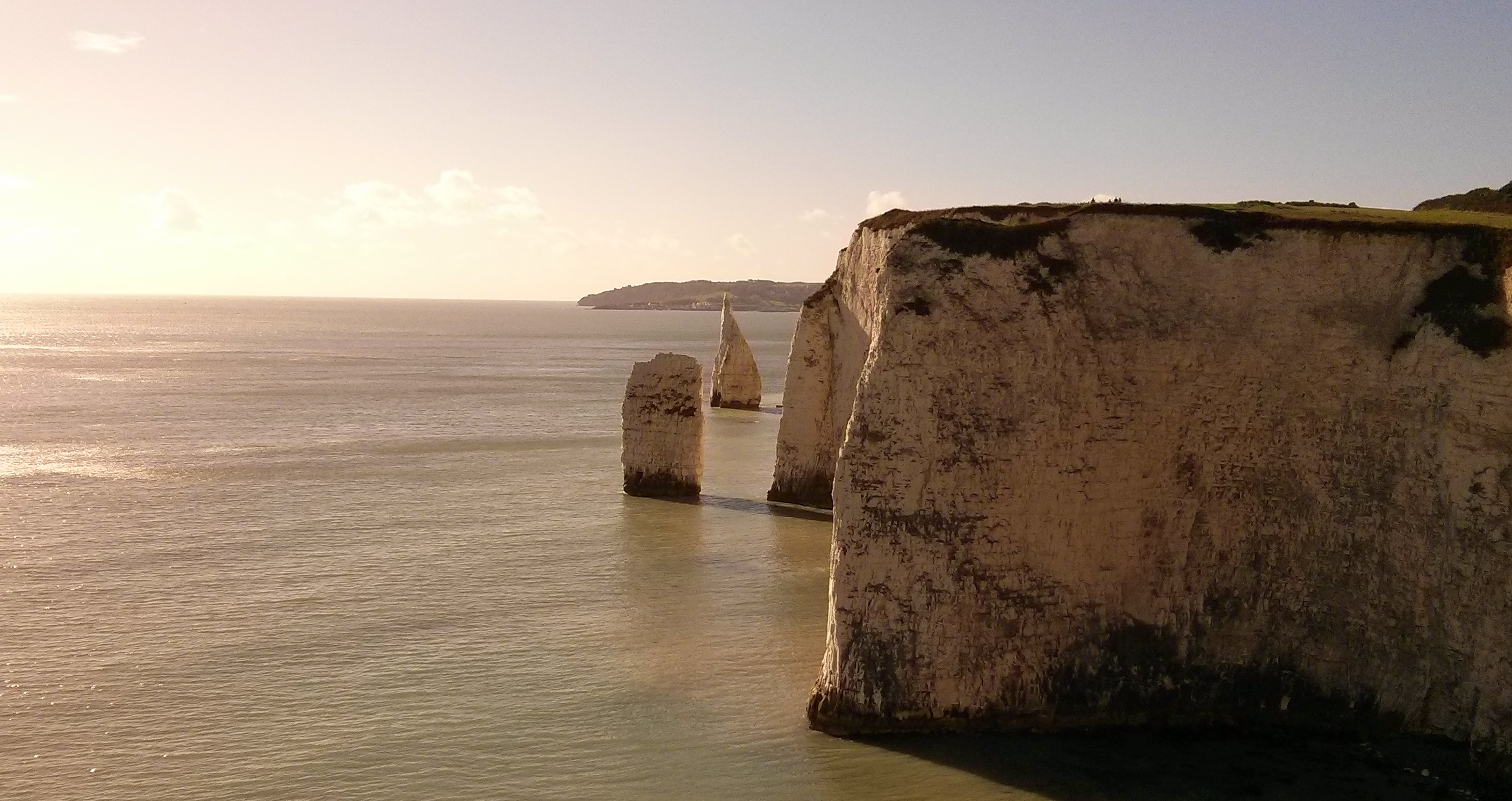
Pinacles proches du vieil Harry